# Helen Newlove, Baroness Newlove

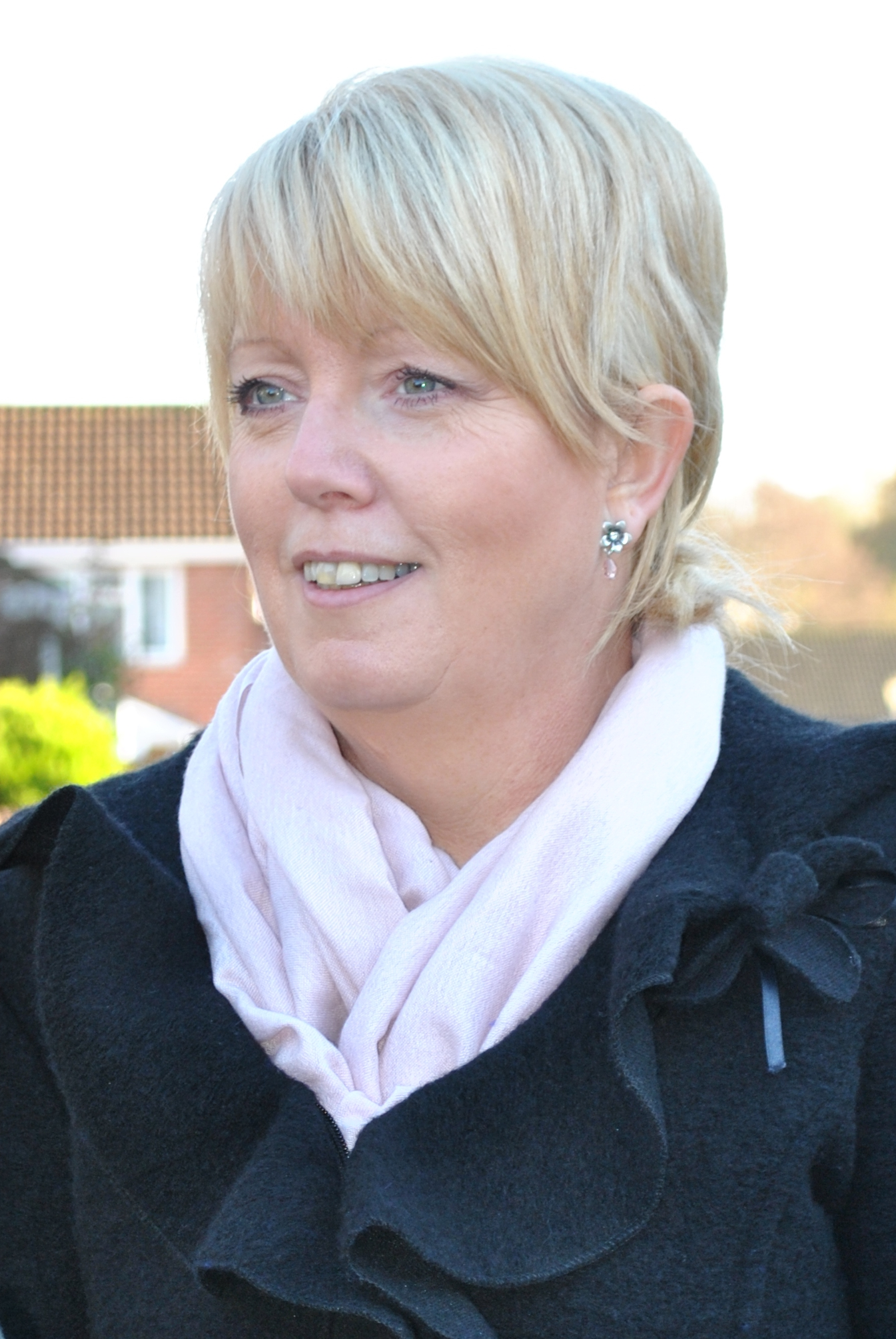
Helen Newlove, Baroness Newlove

Helen Margaret Newlove, Baroness Newlove (* 28. Dezember 1961) ist seit 2010 für die Conservative Party Mitglied des House of Lords.

## Leben
Helen Newlove, Hausfrau und Mutter von drei Töchtern, wurde der britischen Öffentlichkeit bekannt, nachdem ihr Ehemann Garry Newlove im August 2007 von einer Gruppe betrunkener Jugendlicher nach der Zerstörung von deren Auto zu Tode geprügelt wurde. Anschließend organisierte sie landesweit Kampagnen wie Community Alcohol Partnerships (CAP) und Newlove Warrington Campaign zur Kontrolle des Verkaufs von Alkohol an Jugendliche in Gaststätten und Supermärkten. Durch die Kampagnen will sie die Sicherheit und das Zusammenleben in den Wohngebieten erhöhen.
Am 14. Juli 2010 wurde sie nach der Auflösung des House of Commons auf der sogenannten Dissolution List als Life Peeress mit dem Titel Baroness Newlove, of Warrington in the County of Cheshire, in den Adelsstand erhoben. Ihre Erhebung in den Adelsstand kommentierte sie mit den Worten: „Ich bin nur eine gewöhnliche Frau, die durch eine Reihe von schrecklichen Umständen in die Öffentlichkeit getrieben wurde, welche ich mit meinem ganzen Herzen niemals gewollt hätte“ (‚I am just an ordinary woman, propelled into high profile by a set of horrifying circumstances which I wish with all my heart had never occurred‘). Kurz darauf folgte ihre Einführung (Introduction) als Mitglied des House of Lords und schloss sich dort der Fraktion der Conservative Party an. 2011 wurde sie Regierungsbeauftragte für aktivere und sicherere Gemeinden.